# 市村萬次郎 (2代目)
二代目 市村 萬次郎（にだいめ いちむら まんじろう、1949年（昭和24年）12月23日 - ）は、日本の歌舞伎役者、俳優。屋号は橘屋。定紋は根上がり橘、替紋は渦巻。歌舞伎名跡「市村萬次郎」の当代。本名は市村 徳昭（いちむら のりあき）。暁星高等学校卒業。

## 人物
十七代目市村羽左衛門の次男、兄は坂東楽善（八代目坂東彦三郎）、弟に四代目河原崎権十郎が、子に六代目市村竹松、市村光がいる。女形で、行儀のいい演技が持ち味。
昭和54年（1979年）1月に中国、昭和62年（1987年）にソ連、昭和63年（1988年）に韓国と、海外での公演にも積極的である。
また、外国語による解説をつけた外国人のための歌舞伎教室を開催、インターネットのホームページを使った啓蒙に取り組むなど、歌舞伎を広める活動に熱意を見せている。
昭和57年（1982年）と昭和59年（1984年）に国立劇場奨励賞、平成4年（1992年）と平成6年（1994年）に国立劇場優秀賞を受賞。平成13年（2001年）、外務大臣表彰を受けた。
映画・テレビドラマへの出演も多く、映画『大日本帝国』や『ザ・マジックアワー』などに出演、『大日本帝国』とテレビドラマ『歴史の涙』で昭和天皇を2回演じている。

## 来歴
- 昭和24年（1949年）12月23日、十七代目市村羽左衛門の次男として東京に生まれる。
- 昭和30年（1955年）10月、歌舞伎座「土蜘」の石神で初舞台。
- 昭和47年（1972年）5月、歌舞伎座「暫」照葉、「助六」福山で二代目市村萬次郎を襲名、同時に名題昇進。
- 昭和49年（1974年）重要無形文化財（総合認定）に認定され、伝統歌舞伎保存会会員となる[6]。
- 平成19年（2007年）5月、歌舞伎座にて、父・十七代目市村羽左衛門の七回忌追善狂言『女暫』で主人公の巴御前を演じた。